# Les Loges-Saulces
Les Loges-Saulces ist eine französische Gemeinde mit 160 Einwohnern (Stand: 1. Januar 2022) im Département Calvados in der Region Normandie. Sie gehört zum Arrondissement Caen und zum Kanton Falaise. Die Einwohner werden als Loges-Saulcais bezeichnet.

## Geografie
Les Loges-Saulces liegt rund acht Kilometer westsüdwestlich von Falaise. Umgeben wird die Gemeinde von Martigny-sur-l’Ante im Norden, Fourneaux-le-Val im Osten und Südosten, Ménil-Vin im Süden und Südwesten, Rapilly im Westen sowie Pierrepont in nordwestlicher Richtung.

## Bevölkerungsentwicklung
| Jahr                             | 1793 | 1836 | 1876 | 1926 | 1946 | 1968 | 1990 | 2016 |
| Einwohner                        | 265  | 364  | 249  | 158  | 128  | 136  | 109  | 172  |
| Quelle: Cassini, EHESS und INSEE |      |      |      |      |      |      |      |      |

## Sehenswürdigkeiten

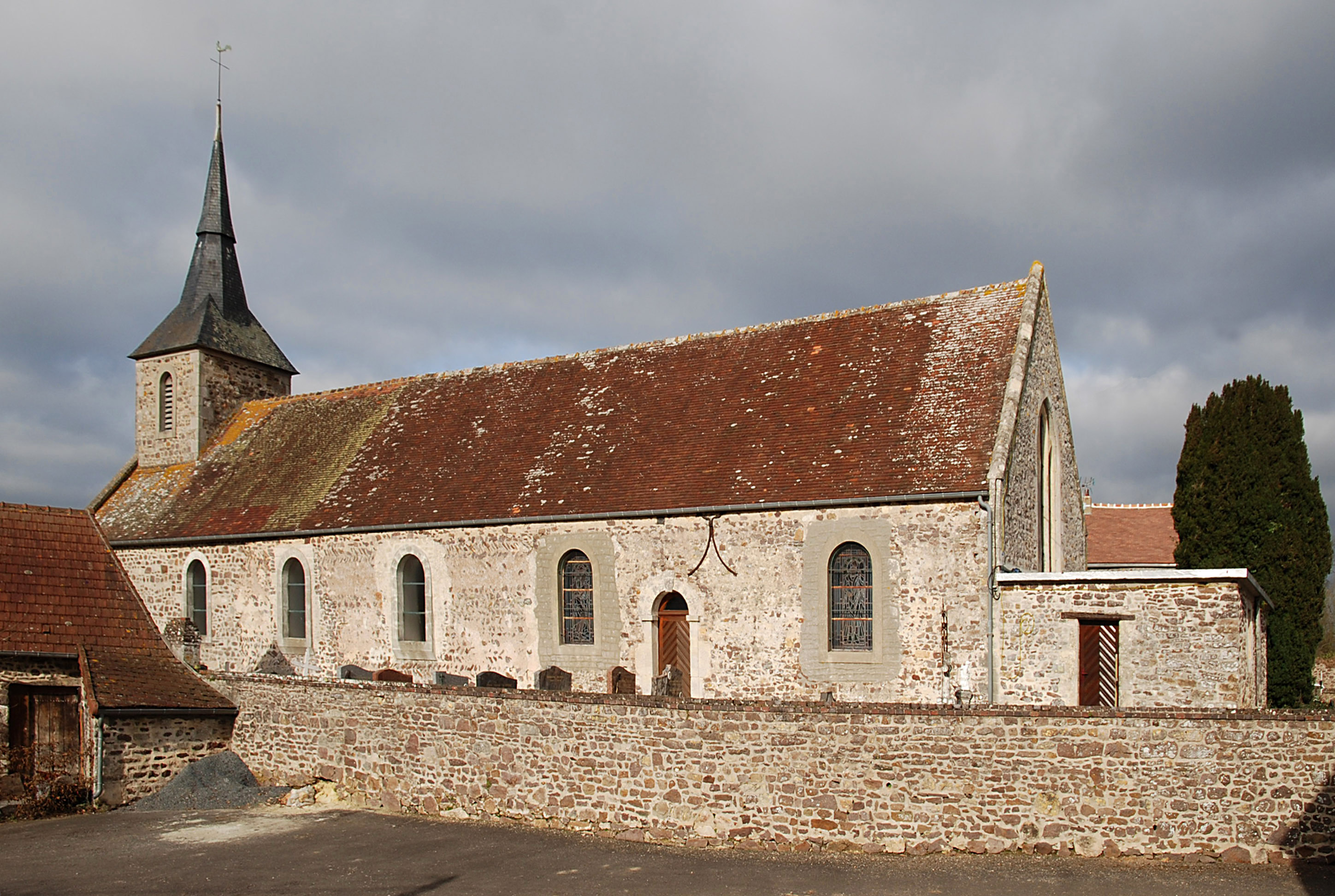
Kirche Saint-Maurice

- Kirche Saint-Maurice aus dem 11./12. Jahrhundert